# LY6E
LY6E (англ. Lymphocyte antigen 6 family member E) – білок, який кодується однойменним геном, розташованим у людей на короткому плечі 8-ї хромосоми. Довжина поліпептидного ланцюга білка становить 131 амінокислот, а молекулярна маса — 13 507.
| 10         |  | 20         |  | 30         |  | 40         |  | 50         |
| ---------- |  | ---------- |  | ---------- |  | ---------- |  | ---------- |
| MKIFLPVLLA |  | ALLGVERASS |  | LMCFSCLNQK |  | SNLYCLKPTI |  | CSDQDNYCVT |
| VSASAGIGNL |  | VTFGHSLSKT |  | CSPACPIPEG |  | VNVGVASMGI |  | SCCQSFLCNF |
| SAADGGLRAS |  | VTLLGAGLLL |  | SLLPALLRFG |  | P          |  |            |

A: Аланін

C: Цистеїн

D: Аспарагінова кислота

E: Глутамінова кислота

F: Фенілаланін

G: Гліцин

H: Гістидин

I: Ізолейцин

K: Лізин

L: Лейцин

M: Метіонін

N: Аспарагін

P: Пролін

Q: Глутамін

R: Аргінін

S: Серин

T: Треонін

V: Валін

Локалізований у клітинній мембрані, мембрані.